# Dibër (huyện)
Dibër là một quận thuộc hạt Dibër, Albania. Quận này có diện tích 761 km² và dân số năm 2002 là 86144 người, mật độ 113 người/km².